# شجرة الزجاجة
شجرة الزجاجة (الاسم العلمي: Brachychiton  rupestris) المعروفة أيضا باسم شجرة زجاجة كوينزلاند، هي نبات ينتمي إلى خبازية (فصيلة: Malvaceae).
موطنها في كوينزلاند بأستراليا، اكتشفه ووصفه السير توماس ميتشيل وجون لندلي في عام 1848، واكتسبت اسمها من جذعها المنتفخ، والذي يمكن أن يصل قطره إلى 3.5 متر (11 قدمًا) عند ارتفاع الصدر (DBH). يصل ارتفاع شجرة زجاجة كوينزلاند إلى 10-25 مترًا (33-82 قدمًا)، وهي متساقطة الأوراق، وتفقد أوراقها بين شهري سبتمبر وديسمبر. الأوراق بسيطة أو مقسمة، مع شفرة ضيقة واحدة أو أكثر يصل طولها إلى 11 سم (4 بوصات) وعرضها 2 سم (0.8 بوصة). تظهر الأزهار ذات اللون الكريمي من سبتمبر إلى نوفمبر، تليها بصيلات خشبية على شكل قارب تنضج من نوفمبر إلى مايو. لم يتم التعرف على أي نوع فرعي.
باعتبارها شجرة عصارية نفضية الجفاف، فهي تتكيف بسهولة مع الزراعة وتتحمل مجموعة من أنواع التربة ودرجات الحرارة.

## الوصف

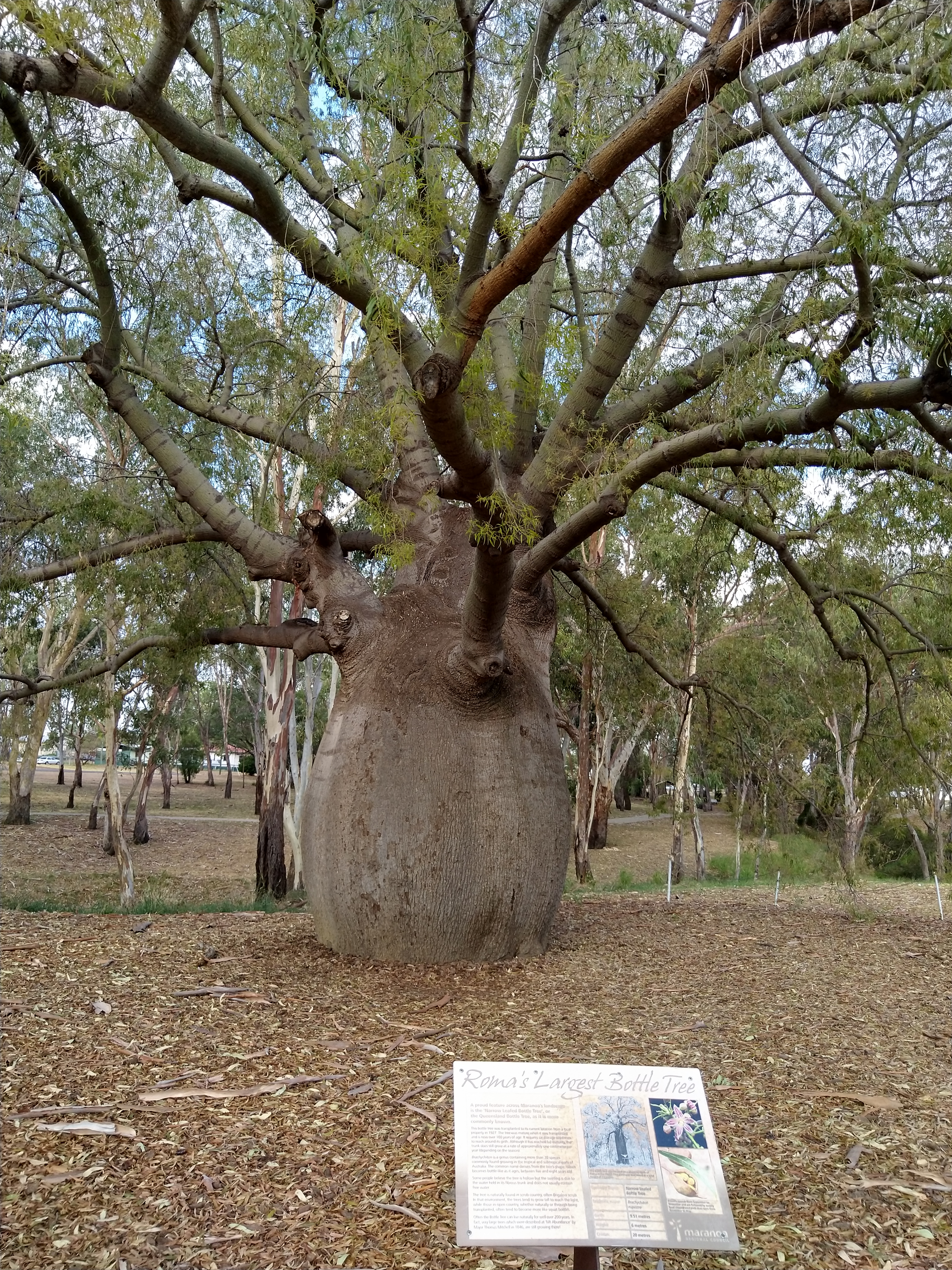

تنمو شجرة الزجاجة كشجرة عصارية يصل ارتفاعها إلى 10-20 مترًا (33-66 قدمًا) (نادرًا 25 مترًا (82 قدمًا)، على الرغم من أنها في الزراعة عادة ما تكون أقصر. يبلغ طول الجذع السميك 5-15 مترًا (16-49 قدمًا) ويبلغ قطره من 1 إلى 3.5 مترًا (3.3-11.5 قدمًا) عند عند ارتفاع الصدر (DBH). ولها لحاء رمادي غامق ويتميز بفسيفساء ضحلة وشقوق أعمق. الفروع الصغيرة تكون خضراء فاتحة أو رمادية، وكذلك جذوع الأشجار غير الناضجة. مثل جميع أنواع جنسها، يتم ترتيب الأوراق بالتناوب على طول السيقان.
هي نبات نفضي، عادة ما تكون الأشجار في موطنها الأصلي بلا أوراق بين شهري سبتمبر وديسمبر؛ وقد يتأثر توقيت ومدة ومدى تساقط الأوراق بظواهر هطول الأمطار أو الجفاف. في بعض الأحيان تسقط الأشجار أوراقًا من بعض الفروع فقط. على كل شجرة، تتنوع الأوراق في الشكل، وتتراوح من ضيقة وبيضاوية إلى شديدة الانقسام. السطح العلوي لامع، على عكس السطح السفلي الباهت. يبلغ طول شفرات الأوراق البالغة 4-11 سم (1.6-4.3 بوصة) وعرضها 0.8-2 سم (0.3–0.8 بوصة)، مع أطراف مدببة. لديها عشب متوسط مرتفع على السطح العلوي والسفلي، مع 12-25 زوجًا من الأوردة الجانبية التي تكون أكثر بروزًا على السطح العلوي، تنشأ عند 50-60 درجة من الوسط.
تظهر عناقيد من أزهار صفراء قشدية مع علامات حمراء من سبتمبر إلى نوفمبر في النطاق الأصلي للأنواع. تنشأ هذه من البراعم الإبطية على الفروع الطرفية. تحتوي كل زهرة على 10-30 زهرة ويبلغ طولها 3-8 سم (1.2-3.1 بوصة)، ويبلغ طول كل زهرة 0.5-1 سم (0.2-0.4 بوصة) وعرض 1.3-1.8 سم (0.5–0.7 بوصة).

## التصنيف والتسمية

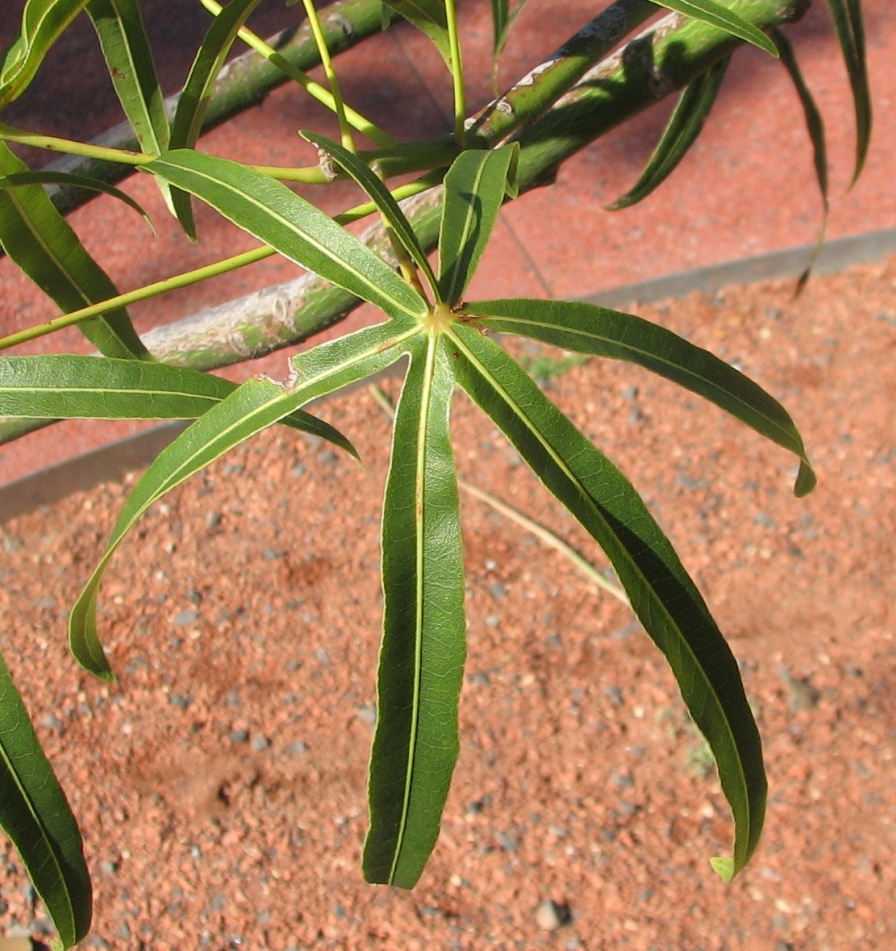
شجرة الزجاجة في أوائل مراحلها

لفتت هذه الأنواع انتباه المجتمع العلمي عندما لاحظ المستكشف توماس ميتشيل الأشجار في رحلته الاستكشافية عبر كوينزلاند في عام 1848 ونشر تقريرًا في (Journal of an Expedition into the Interior of Tropical Australia) في نفس العام. لقد صادفهم عندما صعد إلى جبل (Abundance) بالقرب من روما الحالية، ملاحِظًا أن الجذع انتفخ في المنتصف مثل البرميل، إلى ما يقرب من ضعف قطر الأرض، أو ذلك في أول ظهور للفروع أعلاه. كانت هذه صغيرة بما يتناسب مع محيطها الكبير، وكانت الشجرة بأكملها تبدو غريبة جدًا في نفس المنشور، قدّم عالم النبات الإنجليزي جون لندلي أول وصف رسمي. وضعه لندلي في جنس «ديلابيتشيا» (Delabechea) باعتباره الممثل الوحيد لشجرة الزجاجة. كان اختيار اسم الجنس من قبل ميتشيل لتكريم مدير هيئة المسح الجيولوجي لبريطانيا، هنري دي لا بيش، في حين أن العنوان اللاتيني المحدد «روبيستريس» (Rupestris)، بمعنى العيش بين الصخور، يلمح إلى الموائل الصخرية على قمة التل للعينات التي لاحظها ميتشل. فرديناند فون مولر، عالم النبات الحكومي في فيكتوريا، أعاد تسميته شجرة الزجاجة في عام 1862، ودمج جنس (Delabechea) في (Brachychiton).
في كتابه الشهير (Flora Australiensis)، نشر عالم النبات الإنجليزي جورج بنثهام المفتاح الأول للأنواع التسعة الموصوفة من (Brachychiton)، ونزلها إلى قسم من البرازية (Sterculia). ومن هنا أصبحت شجرة الزجاجة في كوينزلاند عبارة عن (Sterculia rupestris). حافظ فون مولر على اعترافه بشجرة الزجاجة كجنس منفصل. تحدى عالم النبات الألماني أوتو كونتز الاسم العام Sterculia في عام 1891، على أساس أن الاسم Clompanus له الأسبقية. أعاد نشر شجرة قنينة كوينزلاند باسم Clompanus rupestris. أعطاها عالم النبات الألماني كارل موريتز شومان اسمها الحالي ذي الحدين في عام 1893، والذي قبله أخيل تيراسيانو (Achille Terraciano) من (Orto botanico di Palermo) والسلطات اللاحقة، ولا يزال ساريًا.
في عام 1988، نشر جوردون غويمر من معشبة كوينزلاند مراجعة تصنيفية لهذه الشجرة، وقام بتصنيفها في قسم (Delabechea) جنبًا إلى جنب مع شجرة زجاجة Proserpine ذات الصلة والموصوفة حديثًا. حصل التعرف على نوع ثالث، من جنوب شرق كوينزلاند، ولكن لم يُوصَف بعد. الفريد في هذا القسم أنّ جميع الأنواع الثلاثة لها جذوع منتفخة ويمكن أن يكون لها تجاويف كبيرة في النسيج الخشبي العمودي. يقع جنس شجرة الزجاجة داخل فرع حيوي أسترالي داخل الفصيلة الفرعية (Sterculioideae) (عائلة Sterculiaceae سابقًا) في خبازية كبيرة محددة على نطاق واسع. لا يرتبط إلا بشكل بعيد بـ (Sterculia)، الذي ينتمي إلى فرع حيوي مختلف داخل (Sterculioideae).
اسم الجنس مشتق من الكلمة اليونانية (brachys)، والتي تعني قصير، و (chiton)، والتي تعني سترة، إشارةً إلى معاطف البذور الفضفاضة. لقد أسيء فهم شجرة الزجاجة لسنوات عديدة على أنه جنس محايد (أولاً من قِبل الجنس الذي يصفه هنريش فيلهلم شوت وستفان فريدرش إندليشر ولاحقًا بواسطة فون مولر وآخرين) مع تعديل الأسماء المحددة بشكل غير صحيح. وهكذا سُجِّل ذات الحدين لشجرة الزجاجة على أنها شجرة زجاجة، والتي تعتبر الآن متغيرًا إملائيًا. إلى جانب «شجرة زجاجة كوينزلاند»، تتضمن الأسماء الشائعة للأنواع «شجرة زجاجة ضيقة الأوراق» و «شجرة زجاجة».
(Brachychiton × turgidulus) عبارة عن تهجين يحدث بشكل طبيعي من شجرة الزجاجة مع (kurrajong Brachychiton populneus subsp). ينتشر بشكل خاص شرق بوناه.

## التوزيع والموطن
عُثِر على شجرة الزجاجة في وسط كوينزلاند من خط العرض 22 درجة جنوبًا إلى 28 درجة جنوبًا، مع تحديد الحدود الغربية لمدى تساوي هطول الأمطار 500 مم. تنمو على قمم ومنحدرات التلال أو في المناطق الجبلية المنخفضة، وتنمو في التربة الطينية أو الصخرية أو البازلت. إنها شجرة ناشئة في الغابات التي يهيمن عليها البريغالو (أكاسيا هاربوفيلا Acacia harpophylla)، أو الصنوبر الدائري (أروكاريا كننغامي)، أو أولين (كاديليا بنتاستيليس). إنها موجود دائمًا في غابة العنب المركزية شبه دائمة الخضرة - والمعروفة أيضًا باسم (Bottletree Scrub) في حزام بريغالو. تشمل الأنواع الشائعة الأخرى شجرة الزجاجة عريضة الأوراق (Brachychiton australis) و (Casuarina cristata). استُبدِلَت شجرة الزجاجة بـ (kurrajong) في مجتمعات مماثلة في نيو ساوث ويلز (New South Wales).